# Aedes patersoni
Aedes patersoni är en tvåvingeart som beskrevs av Shannon och Ponte 1927. Aedes patersoni ingår i släktet Aedes och familjen stickmyggor. Inga underarter finns listade i Catalogue of Life.